# Too Late to Say Goodbye
Too Late to Say Goodbye è una canzone scritta e cantata da Richard Marx, pubblicata nel 1990 come quinto singolo estratto dal secondo album dell'artista, Repeat Offender. Negli Stati Uniti, raggiunse il dodicesimo posto nella Billboard Hot 100 e il diciassettesimo nella Mainstream Rock Songs. Altrove, il singolo si piazzò alla posizione numero 38 nel Regno Unito.

## Tracce
7" Single Electrola 20-3740-7
1. Too Late to Say Goodbye (versione radiofonica) – 4:04
2. Satisfied (Live) – 4:44

12" Single EMI 12MT 80
1. Too Late to Say Goodbye (versione album) – 4:52
2. Satisfied (Live) – 4:44
3. Endless Summer Nights – 4:11

CD-Maxi EMI CDP 560-20 3740 2
1. Too Late to Say Goodbye (versione album) – 4:52
2. Satisfied (Live) – 4:44
3. Endless Summer Nights (Live) – 5:25

## Formazione
- Richard Marx – voce
- Michael Landau – chitarre
- Bruce Gaitsch – chitarra acustica
- Jim Cliff – basso
- Prairie Prince – batteria
- Jeffrey (C.J.) Vanston – tastiere
- Fee Waybill, Richard Marx – cori

## Classifiche
| Classifica (1990)             | Posizione massima |
| ----------------------------- | ----------------- |
| Australia                     | 99                |
| Canada                        | 8                 |
| Germania                      | 53                |
| Irlanda                       | 18                |
| Paesi Bassi                   | 76                |
| Regno Unito                   | 38                |
| Stati Uniti                   | 12                |
| Stati Uniti (mainstream rock) | 17                |